# Коваль Дмитро Іванович
Коваль Дмитро Іванович (* 25 лютого 1918 — 8 травня 1943) — радянський військовий льотчик, Герой Радянського Союзу (1943, посмертно).

## Життєпис
Народився 25 лютого 1918 року у місті Остер (нині Козелецького району Чернігівської області) за іншими даними у Москві в сім'ї службовця. Дитячі роки провів у Чернігові, навчався у середній школі № 3 ім. Войкова.
У березні 1936 року призваний до Червоної Армії. У 1939 році закінчив Тамбовське авіаційне училище цивільнього повітряного флоту, а у 1940 році — Одеську військову авіаційну школу льотчиків.
На фронті з 22.06.1941 у складі 45-го винищувального авіаційного полку.
Станом на 1 травня 1943 року лейтенант Коваль здійснив 127 бойових вильотів, взяв участь у 26 повітряних боях, збив 10 ворожих літаків.
8 травня 1943 року в бою з ворогом в районі станиці Калінінська Д. І. Коваль загинув смертю героя.
Указом Президії Верховної Ради СРСР від 24 травня 1943 року за мужність і героїзм, виявлені в боях з ворогом, старшому пілоту 45-го авіаційного винищувального полку 216-ї змішаної авіаційної дивізії 4-ї повітряної армії лейтенанту Дмитру Івановичу Ковалю присвоєне звання Героя Радянського Союзу посмертно.

## Вшанування пам'яті
Ім'я Д. І. Коваля носить сьогодні одна з вулиць міста Остра, а в станиці Калінінська Краснодарського краю на могилі встановлене його погруддя.